# Де Лука, Марко
Марко де Лука (итал. Marco De Luca; род. 12 мая 1981, Рим) — итальянский легкоатлет, специалист по спортивной ходьбе. Выступает за сборную Италии по лёгкой атлетике с 2005 года, победитель Кубка мира и Кубка Европы, трёхкратный чемпион Италии в ходьбе на 20 и 50 км, участник трёх летних Олимпийских игр.

## Биография
Марко де Лука родился 12 мая 1981 года в Риме.
Впервые заявил о себе в лёгкой атлетике на международном уровне в сезоне 2005 года, когда вошёл в состав итальянской национальной сборной и выступил на Кубке Европы в Мишкольце — в ходьбе на 50 км занял 13-е место в личном зачёте и тем самым помог своим соотечественникам выиграть бронзовые награды командного зачёта. Позже на чемпионате мира в Хельсинки тоже показал 13-й результат.
В 2006 году в той же дисциплине был девятым на Кубке мира в Ла-Корунье и шестым на чемпионате Европы в Гётеборге.
В 2007 году стал восьмым на Кубке Европы в Ройал-Лемингтон-Спа, тогда как на чемпионате мира в Осаке во время прохождения дистанции был дисквалифицирован.
На Кубке мира 2008 года в Чебоксарах финишировал восьмым в личном зачёте и одержал победу в командном зачёте. Благодаря череде удачных выступлений удостоился права защищать честь страны на летних Олимпийских играх в Пекине — в программе ходьбы на 50 км показал время 3:54:47, расположившись в итоговом протоколе на 19-й строке.
В 2009 году взял бронзу в командном зачёте Кубка Европы в Меце, занял седьмое место на чемпионате мира в Берлине.
На чемпионате Европы 2010 года в Барселоне — шестой.
В 2011 году на Кубке Европы в Ольяне выиграл серебряную и золотую медали в личном и командном зачётах соответственно, в то время как на чемпионате мира в Тэгу пришёл к финишу 12-м.
В 2012 году был восьмым на Кубке мира в Саранске. Выполнив олимпийский квалификационный норматив, благополучно прошёл отбор на Олимпийские игры в Лондоне — на сей раз в ходьбе на 50 км показал результат 3:47:19, заняв 17-е место.
На чемпионате мира 2013 года в Москве финишировал 15-м.
В 2014 году отметился выступлением на Кубке мира в Тайцане, стал седьмым на чемпионате Европы в Цюрихе.
В 2015 году на Кубке Европы в Мурсии получил бронзу и серебро в личном и командном зачётах соответственно, на чемпионате мира в Пекине финишировал 16-м.
На домашнем командном чемпионате мира 2016 года в Риме выиграл бронзовую награду в личном зачёте и завоевал золото командного зачёта. Участвовал в Олимпийских играх в Рио-де-Жанейро — здесь в ходьбе на 50 км с результатом 3:54:40 занял итоговое 21-е место.
После Олимпиады в Рио де Лука остался действующим спортсменом на ещё один олимпийский цикл и продолжил принимать участие в крупнейших международных стартах. Так, в 2017 году он шёл 50 км на чемпионате мира в Лондоне, своём седьмом чемпионате мира подряд, став на финише девятым.
В 2018 году закрыл десятку сильнейших на чемпионате Европы в Берлине.